# Lonchodes hainanensis
Lonchodes hainanensis är en insektsart som först beskrevs av Chen, S.C. och Yun He He 2002.  Lonchodes hainanensis ingår i släktet Lonchodes och familjen Phasmatidae. Inga underarter finns listade i Catalogue of Life.